# Talbot County, Maryland
Talbot County är ett administrativt område i delstaten Maryland, USA. År 2010 hade countyt 37 782 invånare (2010). Den administrativa huvudorten (county seat) är Easton.

## Geografi
Enligt United States Census Bureau har countyt en total area på 1 235 km². 697 km² av den arean är land och 538 km² är vatten.

### Angränsande countyn
- Queen Anne's County - nord
- Caroline County - öst
- Dorchester County - syd

### Orter
- Cordova
- Easton (huvudort)
- Oxford
- Queen Anne (delvis i Queen Anne's County)
- Saint Michaels
- Tilghman Island
- Trappe